# Anasuya

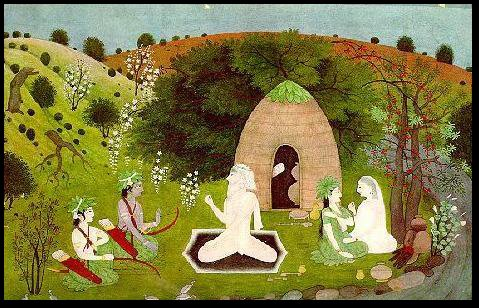
Rama Visitando el eremitorio de Atri ermita. Atri habla con Rama y su hermano Lakshmana, mientras que Anusuya habla con su mujer Sita.

Anasuya (IAST: Anusūyā, अनसूया "libre de envidia y celos"), también conocida como Anusuya, era la mujer de un antiguo rishi Indio, llamado Atri, de la mitología hindú. En el Ramayana, se le muestra viviendo con su marido en una pequeña ermita en las periferias del bosque de Chitrakuta. La tradición la señala como una mujer muy piadosa, practicante de austeridades y devociones. Esto le permitió obtener poderes milagrosos.
Cuando Sita y Rama visitaron durante su exilio a la pareja de Atri y Anasuya, esta fue muy atenta con ellos y regaló a Sita un ungüento con el cual podría mantener su belleza para siempre. Fue madre de Dattatreya, avatar del Trimurti; de la irascible Durvasa, avatar de Shiva; y de Chandraatri, avatar de Brahma. También es madre de Chandra Dev Luna. Era hija del sabio Kardama y su mujer Devahuti. El sabio Kapila fue su hermano y maestro. Es venerada como Sati Anusuya, esto es, Anusuya, la esposa casta.

## Etimología
El nombre Anasuya está conformado por dos términos: An y Asuya. An es un prefijo negativo y Asuya significa "celos". De ahí que Anasuya podría ser traducido como "aquella que está libre de celos o envidia."

## Historias de Anusuya y Atri
La historia de la familia de Anusuya se menciona en Bhagavata Purana, Skanda III. El sabio Kardama contrajo matrimonio con Devahuti, hija de Swayambhu Manu, con la que tuvo nueve hijas, incluyendo Anusuya, las cuales contrajero matrimonio con los Saptarishis; tuvo también un hijo: avatar Kapila.

### El Trimurti prueba a Anusuya

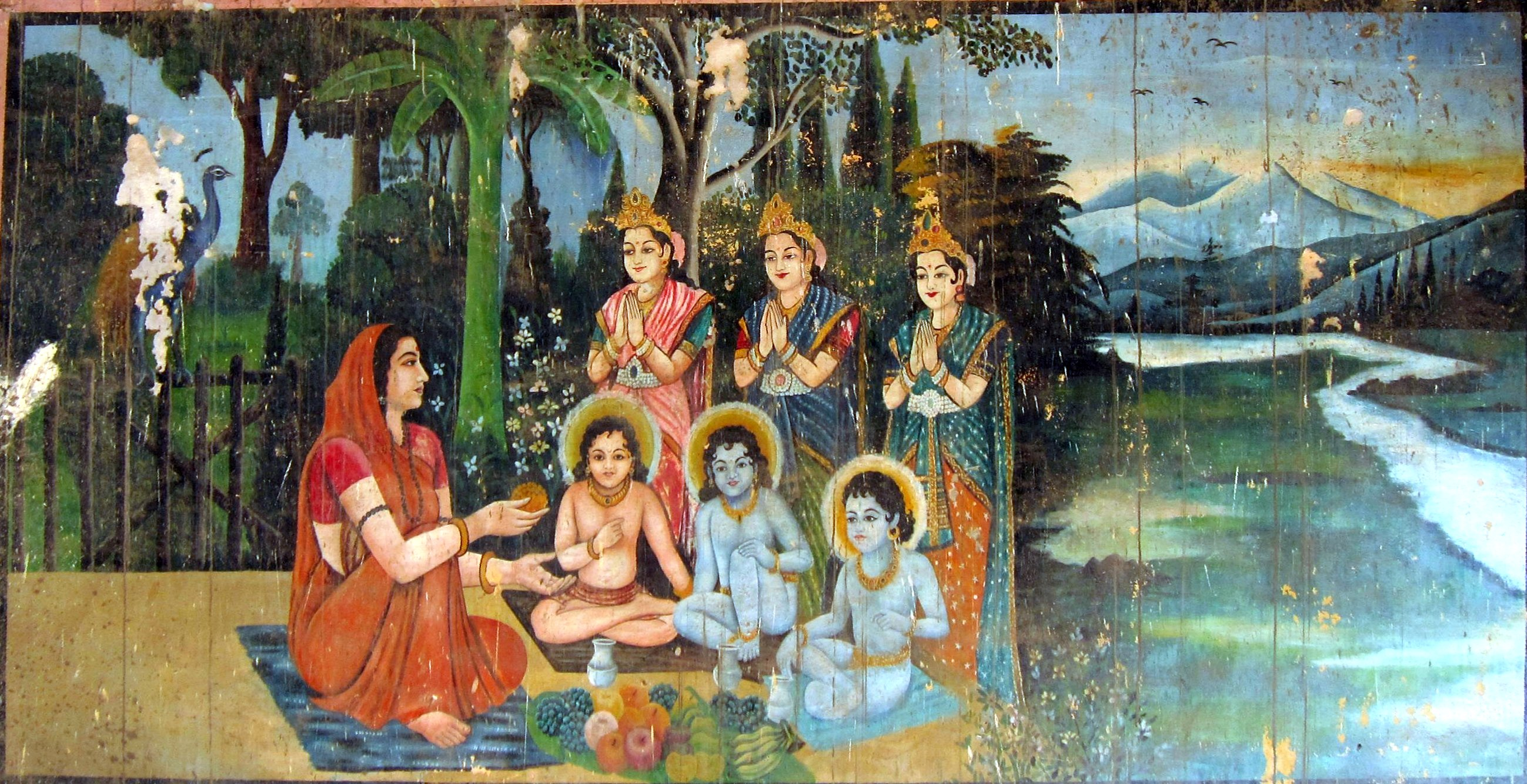
Anasuya alimentando a la Trinidad hindú

El sabio Narada alabó a Anusuya en sus himnos y versos, haciendo sentir celos a las esposas divinas de Brahma, Vishnu y Shiva. Por lo que pidieron a sus maridos que fueran a tentarle cuando su marido no se encontraba en casa y provocar que Anasuya rompiera su voto de esposa (pativrata). La Trinidad Divina fue donde Anusuya pidiendo su hospitalidad cuando Atri se encontraba fuera, pidiéndole que les diera comida mientras estaban desnudos. Ella aceptó pero antes les mojó con agua encantada, convirtiéndoles en niños pequeños. Las tres diosas esperaraban por el retorno de sus maridos, pero cuando estos no volvieron se dirigieron a la cabaña de Anusuya solo para encontrarles transformados en infantes. Arrepentidas las diosas y accediendo a una petición de Anusuya, los tres Dioses accedieron a nacer como sus hijos. Según una versión, los dioses se fusionaron para convertirse en Dattatreya, el hijo de tres cabezas de Anasuya.

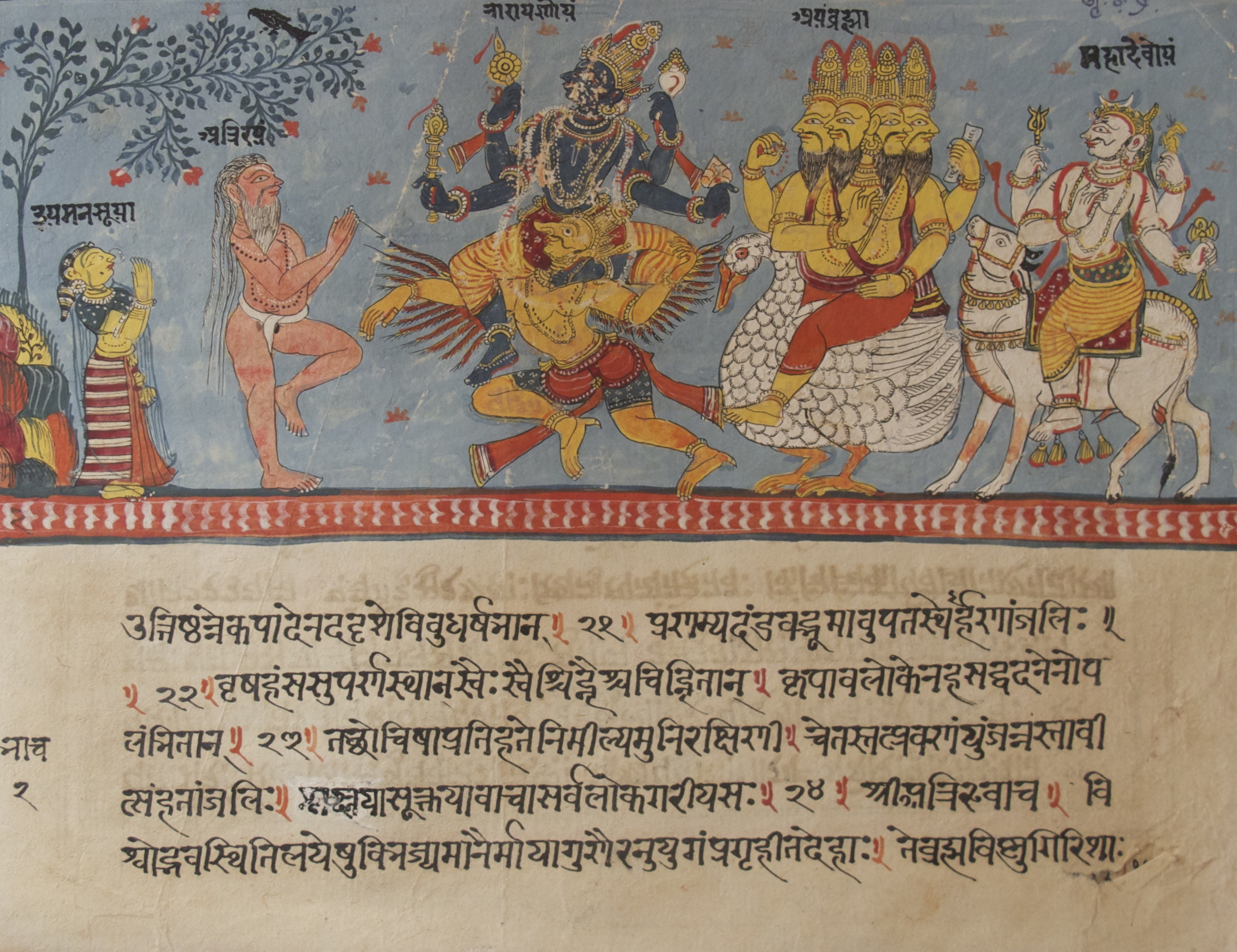
Una página manuscrita del Bhagavata Purana que muestra la historia de Atri y Anasuya conociendo al Trimurti (PhP 4.1.21-25). (Papel, tardío, Jaipur).

Un brahman llamado Kaushik de Pratishthaan solía visitar una prostituta, a pesar de ser un brahman y tener una esposa dedicada. Más adelante, tras contraer lepra, la prostituta dejó de frecuentarlo, forzándole a regresar con su mujer quién, a pesar de todo, cuidó de él. Todavía anhelante de los afectos de la prostituta, un día le pidió a su mujer que lo llevara con ella. En aquel pueblo, el sabio Mandavya había sido empalado en lugar de un criminal y yacía sobre una estaca en el bosque. Mientras su esposa lo guiaba por el bosque en la noche, Kaushik tropezó sobre Mandavya, quién le lanzó una maldición por la cual moriría antes del siguiente amanecer. Para parar la maldición, la esposa de Kaushik detuvo la salida del sol con el poder de su amor, creando así una confusión en los cielos. Los dioses se dirigieron a Brahma para pedirle ayuda, quién a su vez se dirigió a Anusuya para pedirle que convenciera a la esposa de Kaushik de dejar salir el sol. Anusuya no solo convenció a la esposa de Kaushik de permitir al sol salir, sino que también volvió a la vida Kaushik después de que la maldición se completara. Brahma estaba tan feliz con Anusuya que nació de ella como su hijo Chandraatri.
Tiempo después, el dios Rahu ocultó el Sol, sumiendo al mundo entero en total oscuridad. Atri, a través de los poderes obtenidos por muchos años de austeridad, arrebató el Sol de las manos de Rahu, regresando la luz al mundo. Los dioses estaban tan complacidos que Shiva y Vishnu nacieron como los hijos de Atri y Anusuya Durvasa y Dattatreya.
Según otra leyenda, Atri llevó a cabo un gran tapascharya (práctica de austeridad) en la montaña Kula, tan severa que incendió al mundo entero.
Brahma, Vishnu y Mahesha quedaron tan impresionados con él que le concedieron un favor especial. Atri les solicitó nacer como sus hijos. En la versión del Brahma Purana, Atri pidió tres hijos y una hija, Shubhatreyi.

## Sati Anusuya ashrama

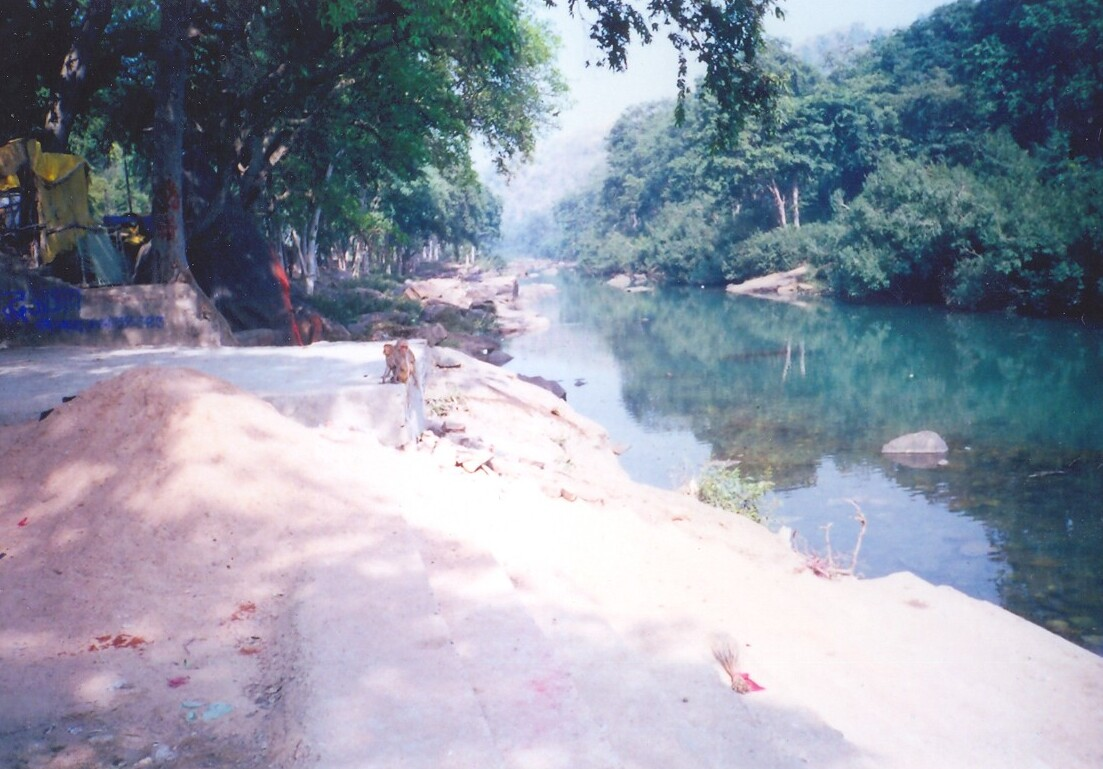
Vista del río Mandakini Río en el ashrama Anusuya

El ashram de Sati Anusuya en Chitrakuta, localizado más allá del nacimiento del río Mandakini, a 16 km de la ciudad, en medio de grandes bosques, es el lugar donde, según la tradición, vivieron el sabio Atri, su mujer Anusuya y sus tres hijos (las tres encarnaciones de Brahma, Vishnu y Mahesh).
Valmiki describe, en el poema épico Ramayana, que en una ocasión no llovió en Chitrakuta por diez años. Consecuencia de ello, hubo una gran hambruna y no quedó nada para comer o beber ni para animales ni aves. Sati Anusuya llevó a cabo grandes y muy severas austeridades con lo que logró que el río Mandakini bajara la tierra. Así se renovó la vegetación y el bosque lo que quitó de sufrir a los sabios y a los animales.
En tiempos modernos Sati Anusuya ashrama es un sitio muy pacífico donde varias corrientes provenientes de las colinas convergen y formar el río Mandakini. Se cuenta que en este lugar Rama y Sita conocieron a Maharishi Atri y Sati Anusuya. Aquí Sati Anusuya explicó a Sita la grandeza e importancia de la fidelidad conyugal (satitva), la rectitud y los secretos del bosque.

## Cultura popular
La historia de Anasuya inspiró dos películas en India, cada una en un idioma diferente. En el idioma télugu se filmaro la película titulada Sati Anasuya en 1957, película estuvo dirigida por Kadaru Nagabhushanam,  protagonizada por Anjali Devi y Gummadi Venkateswar Rao. La película de 1971 estuvo dirigida por B. A. Subba Rao. Jamuna Ramanarao actuó en el papel de Anasuya, Sharada como Sumati y Tadepalli Lakshmi Kanta Rao como Atri Maharshi. La música corrió a cargo de Adinarayana Rao.